# Biblioteca Moreniana
La Biblioteca Moreniana si trova a Firenze all'interno del Palazzo Medici Riccardi, con accesso da via de' Ginori.
Fu fondata nel XVIII secolo a partire dalle raccolte del canonico Domenico Moreni, appassionato bibliofilo che dedicò la sua vita alla collezione ed allo studio dei libri, compilando nel 1805 una Bibliografia storica ragionata della Toscana. La collezione Moreni è il fondo principale assieme a una parte della biblioteca di Domenico Maria Manni, che venne acquistata da parte della Deputazione Provinciale di Firenze nel 1870 da Pietro Bigazzi, impiegato dell'Accademia della Crusca, che l'aveva comprata di tasca sua per salvarla evitandone la dispersione.
I fondi librari sono stati arricchiti nel tempo da altre successive acquisizioni di raccolte di studiosi e collezionisti, come Giuseppe Palagi, Emilio Frullani e Giovanni Antonio Pecci. Fu aperta al pubblico nel 1942.
La biblioteca è specializzata nel materiale sulla storia di Firenze e della Toscana.
Condivide i locali del palazzo con la Biblioteca Riccardiana, ma è un'istituzione separata sul piano amministrativo e storico, con differenti orari di accesso e regolamentazioni. La Moreniana è gestita direttamente dalla Città metropolitana che nel palazzo ha anche la sua sede storica e diversi uffici.